# David Frétigné
David Frétigné   (Mayenne, 30 de juliol de 1970) és un ex-pilot de motociclisme francès. Es va iniciar en el motocròs i posteriorment també ha competit en enduro i ral·lis raid, com ara el Ral·li Dakar. Al llarg de la seva carrera va acabar quatre vegades entre els 10 millors en aquesta prova, una d'elles, el 2009, en tercera posició final. A banda, va aconseguir-hi vuit victòries d'etapa.
Frétigné fou pilot oficial de Yamaha entre el 1999 i el 2010, època durant la qual va guanyar, entre d'altres, cinc campionats de França d'enduro i un mundial per equips als ISDE (el 2001, a Briva). El 2011 va passar a pilotar per a BMW.

## Palmarès al Ral·li Dakar
- 2004: 7è (3 etapes)
- 2005: 5è (3 etapes)
- 2006: 13è (1 etapa)
- 2007: Abandona
- 2009: 3r
- 2010: 5è (1 etapa)
- 2013: Abandona